# 列宁 (伊塞克阿塔区)
列宁斯科耶（俄语：Ленинское）是吉尔吉斯斯坦楚河州伊塞克阿塔区下辖的一个村。根据2009年吉尔吉斯共和国人口普查，全村人口为275人。